# 陈介石 (1895年)
陈介石（1895年—1966年），学名迪光，号介石，湖南浏阳镇头人，中华民国在大陆最后一任长沙市市长。

## 生平
1916年毕业于长郡中学，考入国立北京大学预科，1919年就读于该校本科法律系。1923年大学毕业后，起初任职于《民声报》和《京津泰晤士报》，年底返回湖南，任教于长郡中学、湖南一师等校。1926年受中国国民党中央宣传部委托，与人在湖南长沙合办《国民日报》，任总编辑。1927年停刊后，改任职于上海《民生报》、武汉《革命日报》，最后回到湖南任《国民日报》社经理兼省党部宣传部秘书。1929年至1933年承办省党部刊物《中山日报》，1934年在《中山日报》社旧址创办湖南《民国日报》，直至1939年调职省府。1946年免职会长沙，当选为制憲国大代表。1949年4月出任长沙市市长，当时国民党败局已定，任内不甚积极，7月白崇禧撤离长沙时被强制撤职。湖南解放之后，任湖南省首届各界人民代表会议代表、省人民委员会参事室参事。1957年反右中划为右派。1966年文革前夕去世。